# Haldorus cratus
Haldorus cratus är en insektsart som beskrevs av Cheng 1980. Haldorus cratus ingår i släktet Haldorus och familjen dvärgstritar. Inga underarter finns listade i Catalogue of Life.